# Amand Jung

Photoporträt von P. Amand Jung

Amand Thomas Jung OSB (* 10. März 1814 in Rattenberg; † 31. Dezember 1889 in Salzburg) war Mönch der Abtei St. Peter und Historiker.

## Leben
Er wurde auf den Namen des Apostels Thomas getauft und kam zum Studium nach Salzburg. 1836 trat er in das Noviziat der Benediktinerabtei St. Peter zu Salzburg ein, legte im Jahr 1838 die Feierliche Profess ab und wurde am 1. August 1840 im Rupertioratorium des Salzburger Doms von Fürsterzbischof von Schwarzenberg zum Priester geweiht. Er wurde zunächst als Kooperator (Hilfsgeistlicher) in der Stiftspfarre Abtenau eingesetzt. In St. Peter wirkte er ab 1857 als Archivar. 1865 kam das Amt des Bibliothekars dazu. Parallel dazu war er von 1842 bis 1863 Novizenmeister. Von 1874 bis 1889 war er Prior.
Jung widmete sich in besonders intensiver Weise dem Studium seines Ordens im Generellen und seines Stiftes im Speziellen. Weil er zugleich in der Ausbildung und Formation der Klosterjugend tätig war, nutzte er die Gelegenheit, dieses Wissen an die nachfolgenden Generationen weiterzugeben. Es gelang ihm, „den Grund für ein neues historisches Interesse in St. Peter“ zu wecken.

## Werke
- Beiträge zur Schilderung des religiösen Lebens in Salzburg, in: Mitteilungen der Gesellschaft für Salzburger Landeskunde, 1860/61.
- Series Abbatum monasterii O.S.B, ad s. Petrum Salisburgi (= Appendix zum Catalogus religiosorum monasterii S. Petri), 1864 (anonym).
- Reihenfolge der Pröpste von Wieting, in: Archiv für vaterländische Geschichte und Topographie 9 (1864).
- Die Abtei St. Peter in Salzburg, in: Sebastian Brunner, Benediktinerbuch, 1880.
- Biographien der Schriftsteller von St. Peter für Scriptores O.S.B., 1881.
- Der hl. Rupertus, Bischof von Salzburg und seine Nachfolger, 1882.

## Nachlass
Im Archiv der Erzabtei St. Peter sind Jungs Manuskripte (drei Folio-Bände) über die Observanzgeschichte des Klosters erhalten: "Monumenta historica disciplinam regularem monasterii ordinis S. Benedicti ad s. Petrum Salisburgi illustrantia"; Ebenso liegt ein zweibändiges Nekrolog vor.